# Parc national Sajama
Le parc national Sajama  est un parc national de Bolivie situé dans la cordillère des Andes, au nord-est du département d'Oruro, près de la zone frontalière avec le Chili. 
Il a été créé le 2 août 1939, ce qu'il fait de lui le premier et le plus vieux parc national de Bolivie.
Son nom lui vient du volcan Nevado Sajama qui en fait partie.
Le parc a été proposé en 2003 pour une inscription au patrimoine mondial et figure sur la « liste indicative » de l’UNESCO dans les catégories patrimoine culturel et naturel.

## Genèse

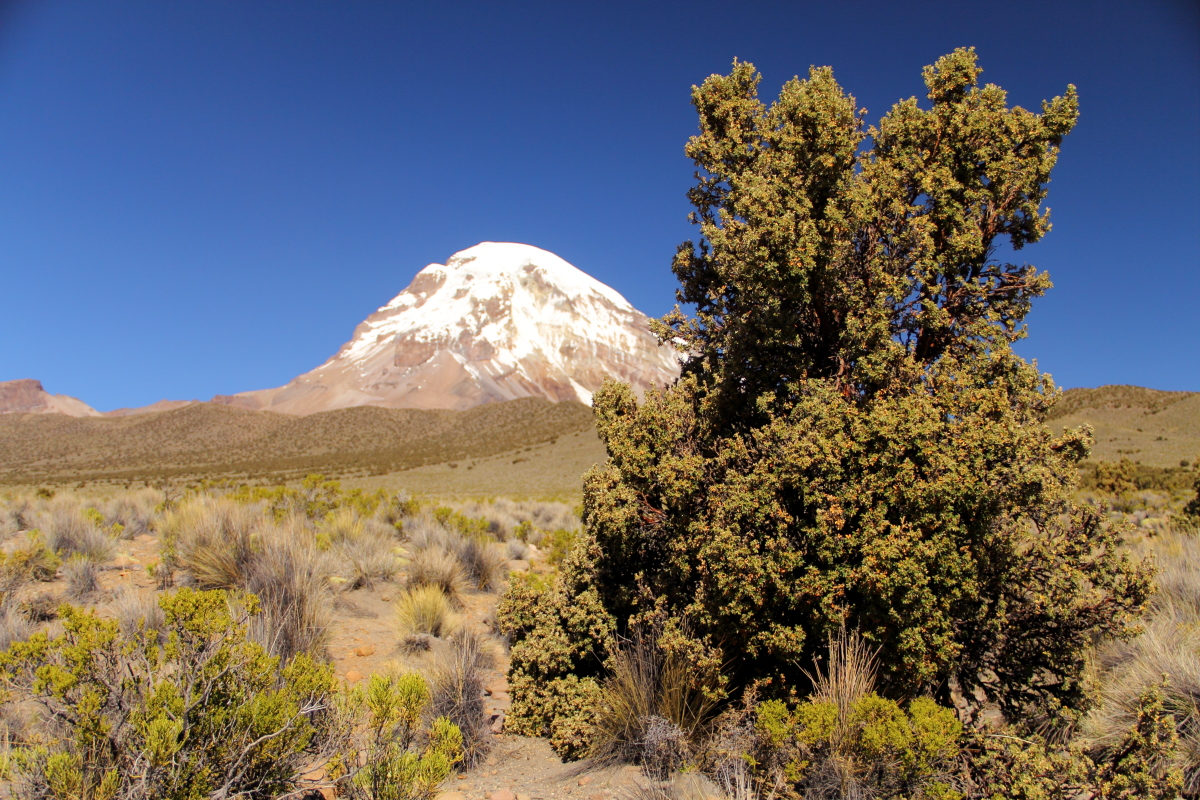
Polylepis tarapacana devant le mont Sajama.

Le petit arbuste Polylepis tomentella, présent à l'état naturel sur les pentes des volcans et aux latitudes élevées, était sur le point de disparaitre en 1939 quand le parc naturel est créé. La sauvegarde de l'écorégion permet de sauvegarder ce qui restait de la forêt.

## Généralités

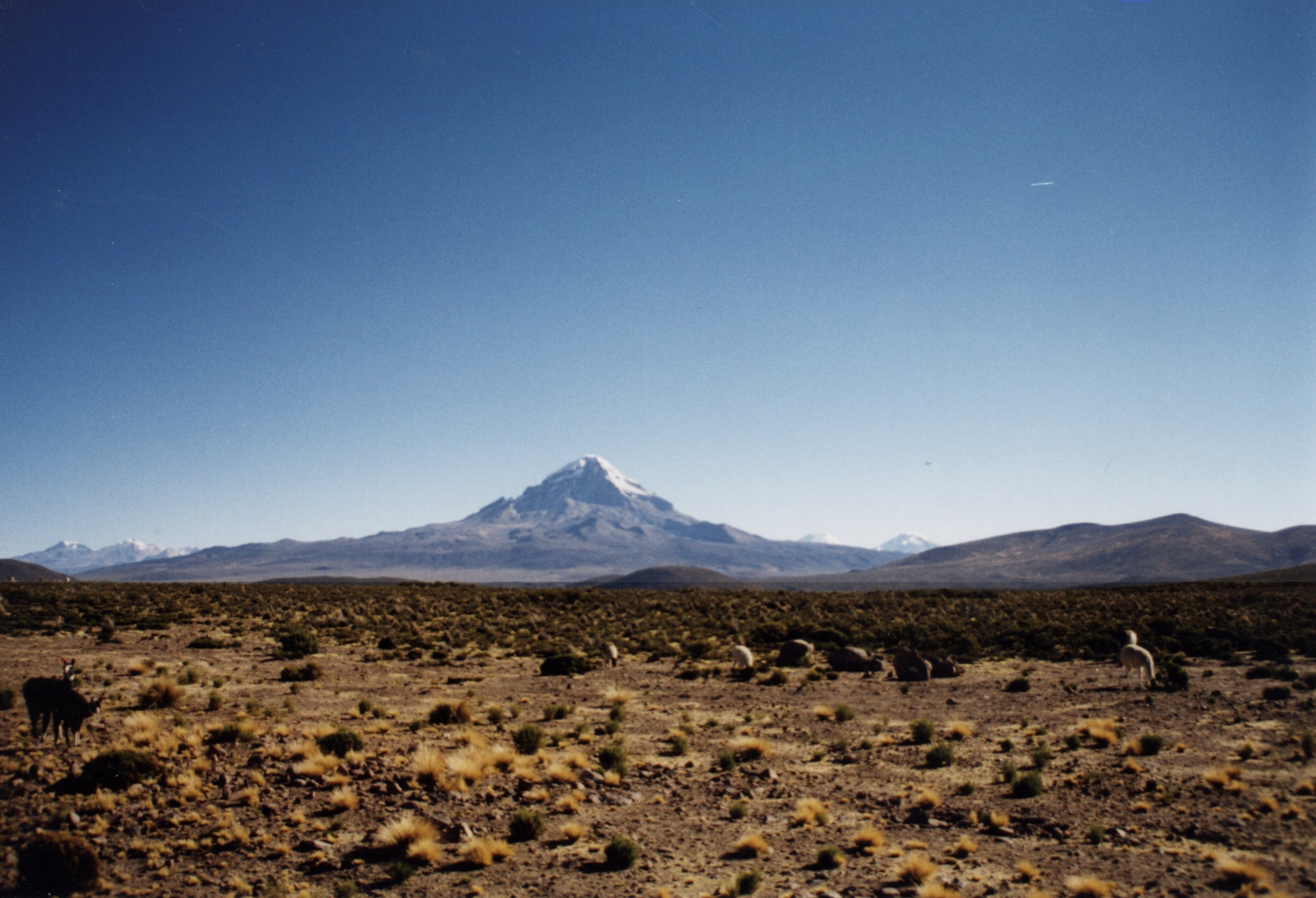
Vue du Nevado Sajama

- Coordonnées : Latitude 17° 55' 00"-18° 15' 00". Longitude 68° 40' 00"-69° 10' 00".
- Superficie : 100 230 hectares. (1 002 km2)
- Altitude : elle oscille entre 4 200 et 6 542 mètres.
- Climat : Le climat de la région est semi-aride et froid. Les températures moyennes annuelles sont de plus ou moins 10 °C, mais les températures nocturnes sont inférieures à 0 °C. Les précipitations moyennes annuelles sont de 300 mm, janvier étant le mois le plus humide. La zone reçoit un rayonnement solaire important durant la journée.
- Température : La température est influencée par le rayonnement solaire. De ce fait, en janvier la température moyenne est de 7,5 °C et en juin de −14,1 °C. L'amplitude thermique quotidienne est plus importante que l'amplitude annuelle parce que le Sajama se trouve à de basses latitudes, pas trop éloignée de l'équateur, mais à une haute altitude.

## Humidité
La variation de l'humidité relative est très importante durant l'année, entre 0,2 % et 99,9 %. À la saison humide (qui va de décembre à février) l'humidité relative est de 90 % et la spécifique de 3,6 grammes par kg. Les hautes valeurs d'humidité sont associées aux vents d'est qui amènent l'humidité depuis l'Amazonie (Hardy et al. 1998, Vuille et al. 2001)[réf. nécessaire].
Pendant la saison sèche (de mai à juillet), l'humidité peut baisser jusqu'à 20 % pendant plusieurs jours. Les valeurs de l'humidité spécifique arrivent à 0,99 gramme par kilogramme. Les périodes extrêmement sèches sont souvent interrompues par de courtes périodes de haute humidité, produites par des épisodes humides en relation avec des masses d'air polaire arrivant sur l'Altiplano (Hardy et al. 1998)[réf. nécessaire].

## Hydrologie

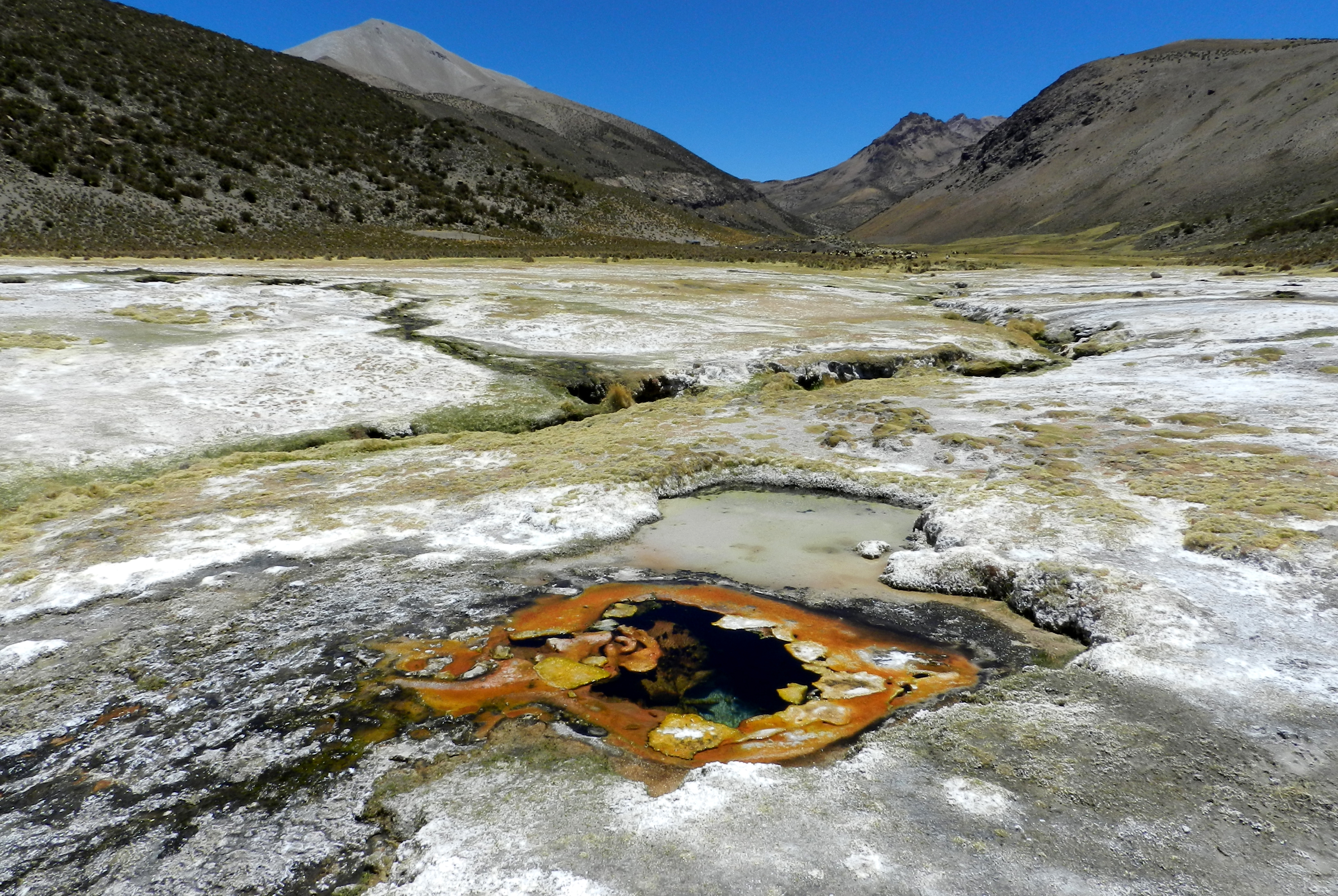
Sources d'eau chaude de la vallée de Junthuma (Sajama, Bolivie)

Les cours d'eau qui drainent la région appartiennent principalement au bassin du Río Lauca, lequel se jette dans le bassin du salar de Coipasa. Un petit secteur cependant, au nord, appartient au bassin du Río Blanco, affluent du Río Desaguadero. Les deux bassins appartiennent au bassin endorrhéique de l'Altiplano. Les cours d'eau les plus importants sont le Río Sajama et le Río Tomarapi. Il existe encore le Río Esquillani et le Río Blanco.
Bien qu'il n'existe pas encore d'études détaillées des glaciers du Nevado Sajama ni de ceux des Nevados de Payachatas (c'est-à-dire le Parinacota et le Pomerape), on peut dire que ceux-ci donnent naissance à des affluents importants alimentant les bassins des Sajama, Tomarapi et Esquillani. Le volume d'eau emmagasiné par les glaciers est toujours inconnu, bien que l'on ait estimé la profondeur du glacier du sommet du Sajama à 113 mètres.
Les lagunes de la puna et les aires de haute montagne sont une autre composante importante de l'hydrographie du parc national. Il faut mentionner la lagune Huaña Kota, située au nord de la localité de Sajama, car c'est une source d'eau importante pour la vie sylvestre et comme refuge pour l'avifaune.

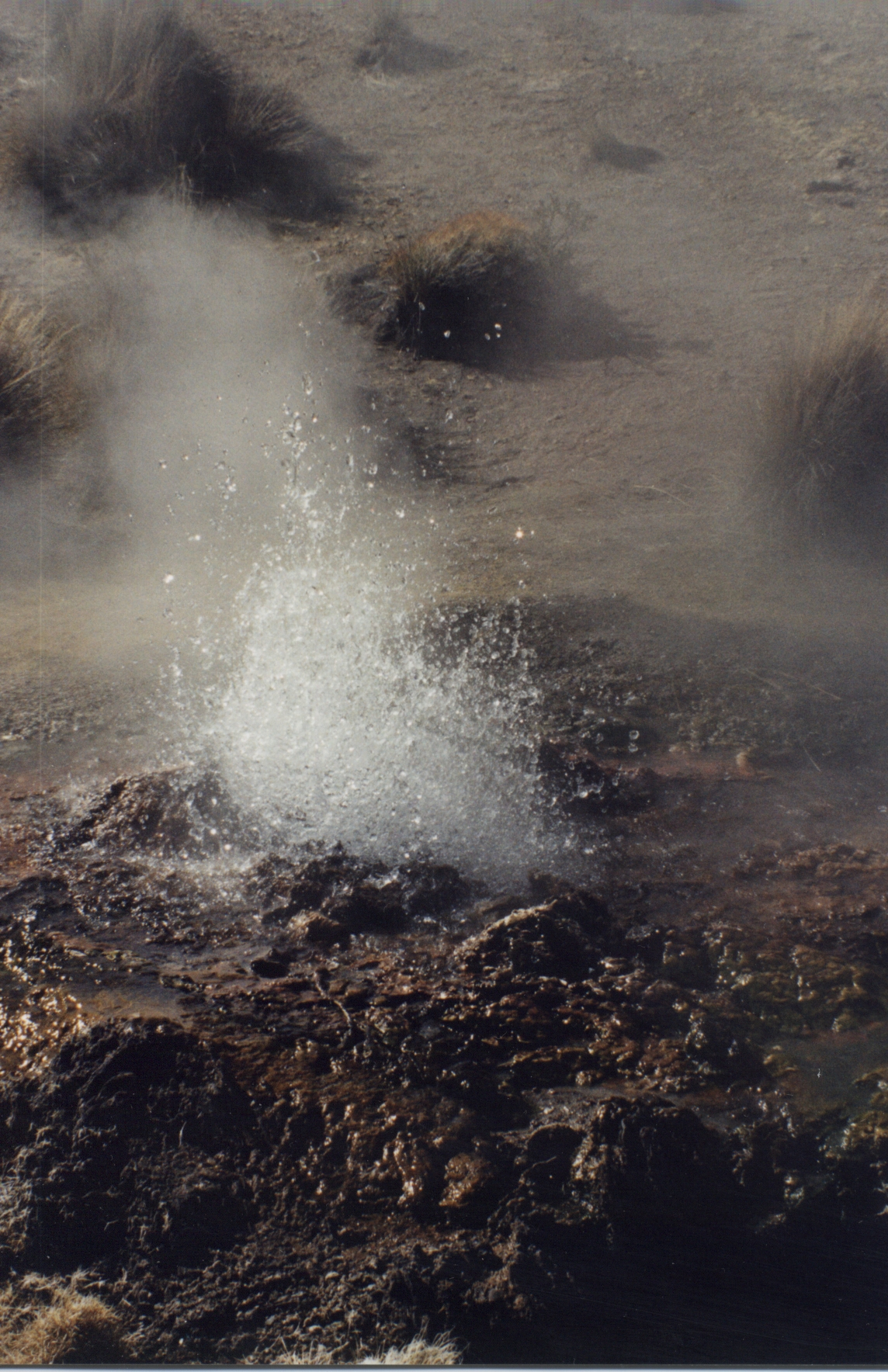
Geiser dans le parc

## Faune
Dans le parc national Sajama, les espèces animales rencontrées sont typiques de la puna et certaines d'entre elles sont présentes sur les listes de la CITES et de l'UICN. 
On ne rencontre que deux espèces natives de poissons, le burruchyalla (du genre Orestias groupe des agasii) et le suche (ou Trichomycterus). On les trouve dans divers marécages de la zone. 
Les amphibiens et reptiles sont peu nombreux. Parmi les amphibiens citons le Pleurodema marmorata et le Telmatobius marmoratus. Les reptiles présents sont le Liolaemus signifer, le Liolaemus alticolor, le Velosaura jamesi et le Tachymenis peruviana. 
L'avifaune par contre est beaucoup mieux représentée. On a en effet enregistré 71 espèces d'oiseaux. Parmi les espèces menacées on trouve le suri (ou Nandou de Darwin), la parina grande (Phoenicoparrus andinus) et le picidae ou oiseau charpentier Oreomanes fraseri. 
Il y a au total 27 espèces de mammifères représentés dans le parc national Sajama. Parmi ceux-ci le quirquincho ou tatou des Andes (Chaetophractus nationi), le taruca (Hippocamelus antisensis), cousin du huemul de Patagonie, le titi (Oriolus jacobita) et la vigogne (Vicugna vicugna) sont menacés d'extinction. Cependant il faut souligner que les populations de quirquinchos, de pumas et de vigognes se sont rétablies graduellement depuis la création du parc. Ainsi le renard andin (Pseudalopex culpaeus), le hurón (ou grison ou Galictis cuja) et le zorrino ou mouffette (Conepatus chinga) sont très communs dans le secteur.

## Population
Le recensement de 2002 a dénombré 5 278 personnes dans le municipe de Curahuara de Carangas, dont 2 132 habitaient dans l'aire protégée. 